# Louvemont-Côte-du-Poivre
Louvemont-Côte-du-Poivre – miejscowość i gmina we Francji, w regionie Grand Est, w departamencie Moza.
Według danych na rok 1990 gminę zamieszkiwało 0 osób, a gęstość zaludnienia wynosiła 0 osób/km² (wśród 2335 gmin Lotaryngii Louvemont-Côte-du-Poivre plasuje się na ostatnim miejscu pod względem liczby ludności, natomiast pod względem powierzchni na miejscu 727.).